# Микрограмм
В Метрической системе мер микрограмм (мкг или µg) является единицей массы, равной миллионной доле (1/1,000,000) грамма (1 × 10−6) или 1/1000 доле миллиграмма, или одной триллионной доле тонны (меньше миллиграмма). Это одна из самых маленьких обычно используемых единиц массы. Аббревиатура «µg» (мю-г) соответствует Международной системе единиц и часто используется в научной литературе, но базирующаяся в Соединённых Штатах Америки Объединённая комиссия по сертификации в области здравоохранения рекомендует врачам не использовать эту аббревиатуру в рукописных рецептах из-за риска того, что символ μ может быть неверно истолкован как префикс м, в результате чего было огромное число случаев передозировки. Вместо неё данной комиссией рекомендуется использовать аббревиатуру mcg.
Чтобы напечатать символ «микро», который является символом греческого языка и называется Мю, в большинстве Windows-программ нужно, удерживая клавишу Alt, набрать 2-3-0 на клавиатуре. На Mac, удерживая клавишу Option, нужно нажать 'm'. Можно также нажать AltGr + m на большинстве клавиатур. При использовании шрифта «symbol» мю соответствует «m» по нижнему регистру: m.